# Jardim Taboão
O Jardim Taboão é um bairro da zona Sudoeste da cidade de São Paulo, Brasil. Forma parte do distrito da cidade conhecido como Vila Sônia, administrada pela Subprefeitura do Butantã.
O bairro conta com 26 logradouros, segundo os Correios do Brasil.
A área fica ao lado da Rodovia Régis Bittencourt e do Cemitério da Paz, o primeiro a seguir o padrão de cemitério-jardim no Brasil. Foi inaugurado em 1965.
O bairro esta próximo ao Parque Municipal Chácara do Jockey, assim como faz divisa com com o Portal do Morumbi, tendo fácil acesso aos bairros do Morumbi e da Vila Andrade.
Com a extensão da linha amarela até a Vila Sônia, o bairro passa a ter metrô próximo, bem como inúmeras linhas de ônibus que já atendem próximo ao bairro, em grande maioria em direção ao centro de São Paulo, através da Avenida Professor Francisco Morato.
Outra particularidade positiva do bairro é a aproximação com a cidade vizinha de Taboão da Serra, no qual possui comércio variado com várias lojas, tendo como referência o Hipermercado Extra Taboão da Serra e o Shopping Taboão. 